# 14e centre médical des armées
Le 14e centre médical des armées (14e CMA) est une formation organique du Service de santé des armées, subordonnée à la direction de la médecine des forces (DMF) à laquelle il est rattaché. Le 14e CMA a son échelon de commandement implanté sur le site de la base aérienne 705 à Tours. Il regroupe et coordonne l'activité de 19 antennes en région Centre-Val de Loire et Pays de la Loire.
Implanté sur quatre bases de Défense (Tours, Orléans-Bricy, Bourges-Avord et Angers-Le Mans-Saumur) et deux régions de gendarmerie, il soutient les activités et la préparation opérationnelle de quatre régiments et trois bases aériennes opérationnels, de trois sites regroupant des écoles de formation de l'armée de terre, d'une unité de la force océanique stratégique, de cinq établissements industriels et logistiques de la direction générale de l'Armement, de l'Armée de terre et de l'Armée de l'air et de l'espace, d'un pôle ressources humaines interarmées, d'un lycée militaire de défense, d'unités de gendarmerie départementale et mobile et d'un commandement de soutien de gendarmerie.
Il dispose d'un effectif d'environ 240 militaires et civils ainsi que de 120 réservistes contribuant à la continuité de l'activité. L'offre de soins et d'expertise médicale, paramédicale, psychothérapeutique, dentaire et vétérinaire s'adresse à environ 29 500 personnels.

## Historique
Le 14e CMA est issu de la fusion, réalisée en 2019, du 14e CMA d'Angers (appelé jusqu'en 2017 « CMA d'Angers ») et du 17e CMA de Tours (appelé avant 2017 « CMA de Tours »). Ce dernier prend la suite du CMA-NG expérimental d'Orléans-Tours-Bourges-Avord, créé en 2015[réf. nécessaire].

## Liste des antennes rattachées
Le 14e CMA compte dans sa zone de responsabilité plusieurs antennes médicales (AM), antennes médicales de prévention (AMP), antennes médicales spécialisées (AMS) ou encore groupes vétérinaires (GV).

### Zone géographique de Tours
- Échelon de commandement (Tours)
- 95e antenne médicale (Romorantin)
- 111e antenne médicale (Tours)
- 33e groupe vétérinaire (Tours)

### Zone géographique de Bourges - Avord
- 87e antenne médicale (Avord), elle se situe sur la base aérienne 702 d'Avord, qu'elle soutient
- 89e antenne médicale (Bourges)
- 99e antenne médicale (Le Blanc)
- 20e antenne médicale de prévention (Bourges)
- 29e antenne médicale de prévention (Neuvy-Pailloux)

### Zone géographique d'Orléans
- 96e antenne médicale (Orléans)
- 97e antenne médicale (Olivet)
- 100e antenne médicale (Bricy)
- 114e antenne médicale (Châteaudun), dissoute le 31 août 2021[2]
- 24e antenne médicale de prévention (Orléans)
- 406e antenne médicale spécialisée (Bricy)

### Zone géographique d'Angers
- 116e antenne médicale (Fontevraud), qui soutient le 2e régiment de dragons et les écoles militaires de Saumur
- 117e antenne médicale (La Flèche), implantée au sein du Prytanée national militaire de La Flèche qu'elle soutient
- 118e antenne médicale (Angers-Eblé), installée dans le quartier Eblé à Angers, qui héberge notamment l'École du génie
- 119e antenne médicale (Angers-Verneau), basée au sein de la caserne Verneau à Angers, emprise du 6e régiment du génie, l'une des unités qu'elle soutient. Elle hérite des traditions de l'infirmerie du régiment à la création des CMA et des antennes médicales
- 120e antenne médicale (Auvours), elle assure le soutien médical du 2e régiment d'infanterie de marine
- 32e antenne médicale de prévention (Montreuil-Juigné)

## Commandement

### CMA-NG expérimental d'Orléans-Tours-Bourges-Avord
- Médecin chef des services Patrick Derain (2015-2017)

### CMA de Tours/17eCMA de Tours
- Médecin en chef Arnaud Graslin (2017-2019)

### CMA d'Angers
- Médecin en chef Philippe Mathecowitsch (2017-2018)

### 14eCMA d'Angers (avant fusion avec le17eCMA de Tours)
- Médecin chef des services Philippe Mathecowitsch (jusqu'en 2018)
- Médecin en chef Florence Guilmand (2018-2019)

### 14eCMA de Tours (depuis 2019)
- Médecin en chef Jean-Philippe Even (depuis 2019)

## Identité visuelle et récompenses
L'insigne de tradition du 14e CMA a fait l'objet d'une homologation officielle par le Service historique de la Défense (SHD).
La description héraldique fait appel à une symbolique fonctionnelle et territoriale : il comporte le blason de la ville de Tours à droite du caducée du service de santé des armées,, sur un écu amarante (couleur de tradition du service de santé des armées) bordé d'or. Les trois lettres « CMA » sont inscrites en doré en haut de l'insigne.
Le fanion du 14e CMA reprend les mêmes éléments de cette symbolique. Il est défini très précisément et réglementairement par l'instruction n° 200/DEF/DCSSA/OL relative au patrimoine de tradition des formations du service de santé des armées ; rubrique 2.2.2. Cet insigne est propre au 14e CMA et à l'ensemble de ses antennes.
Le 14e CMA hérite de la citation du CMA Angers-Le Mans-Saumur (décision du 6 juin 2014) comportant l'attribution de la croix de la Valeur militaire avec étoile de bronze, en raison de son engagement au Mali en 2013 dans le cadre de l'opération Serval.